# Manda Burua
Manda Burua es el nombre de una variedad cultivar de manzano (Malus domestica) Esta manzana está cultivada en la colección del Banco de Germoplasma del manzano de la Universidad Pública de Navarra con el nombre de 'Manda Burua', y con el Nº BGM033, ejemplares procedentes de esquejes localizados en Echalar/Etxalar localidad en la comarca de Cinco Villas, en la Merindad de Pamplona Navarra.

## Sinónimos
- "Manzana Manda Burua",[7]
- "Manda Burua Sagar" en Navarra.[4]

## Características
El manzano de la variedad 'Manda Burua' tiene un vigor alto. El árbol tiene tamaño medio y porte erecto, con tendencia a ramificar media, con hábitos de fructificación en ramos cortos y largos; ramos con pubescencia fuerte; presencia de lenticelas escasas; grosor de los ramos medio; longitud de los entrenudos media.
Las flores son de un tamaño medio; con la disposición de los pétalos superpuestos; color de la flor cerrada rosa claro, y el color de la flor abierta blanco rosado; longitud estilo/estambres más largos; punto de soldadura estilo, cerca de la base; época de floración media, con una duración de la floración media. Incompatibilidad de alelos S1 S9 S10.
Las hojas tienen una longitud del limbo de tamaño medio, con color verde, pubescencia presente, con la superficie poco brillante. Forma del limbo ovalado, forma del ápice apicular, forma de los dientes serrados, y la forma de la base del limbo redondeada. Plegamiento del limbo plegado, con porte caído; estípulas foliáceas; longitud del pecíolo medio.
La variedad de manzana 'Manda Burua' tiene un fruto de tamaño medio, de forma globosa aplastada; con color de fondo verde amarillento, con importancia del sobre color muy bajo o ausente, color del sobre color rojo, reparto del sobre color en placa de rubor/rayas cortas y algo gruesas, y una sensibilidad al "russeting" (pardeamiento áspero superficial que presentan algunas variedades) débil; con una elevación del pedúnculo no sobresale, grosor de pedúnculo medio, longitud del pedúnculo media, anchura de la cavidad peduncular media, profundidad cavidad pedúncular pequeña, importancia del "russeting" en cavidad peduncular media; anchura de la cavidad calicina media, profundidad de la cavidad calicina media, importancia del "russeting" en cavidad calicina débil; apertura de los lóbulos carpelares cerrados; apertura del ojo parcialmente abierto; color de la carne blanca; acidez débil, azúcar medio; textura dureza media
Época de maduración y recolección temprana. Se usa como manzana de elaboración de sidra, y como variedad de manzana de reserva genética.

## Susceptibilidades
- Oidio: ataque medio
- Moteado: ataque medio
- Fuego bacteriano: ataque débil
- Carpocapsa: ataque medio
- Pulgón verde: ataque fuerte
- Araña roja: ataque débil.[4][10]